# أنته ريبيتش
أنتي ريبيتش (بالكرواتية: Ante Rebić)‏ (ولد في 21 سبتمبر 1993 في سبليت) لاعب كرة قدم دولي كرواتي يلعب في خط الهجوم في نادي بشكتاش في الدوري التركي الممتاز .

## وصلات خارجية
- أنته ريبيتش على موقع الاتحاد الدولي (مؤرشف)  (الإنجليزية)
- أنته ريبيتش على موقع الاتحاد الأوربي (الإنجليزية)
- أنته ريبيتش على موقع اتحاد كرواتيا (الكرواتية)
- أنته ريبيتش على موقع اتحاد تركيا (لاعب) (الإنجليزية)
- أنته ريبيتش على موقع قاعدة بيانات كرة القدم.إي يو (الإنجليزية)
- أنته ريبيتش على موقع ناشيونال فوتبول تيمز (الإنجليزية)
- أنته ريبيتش على موقع Soccerway.com (الإنجليزية)
- أنته ريبيتش على موقع عالم كرة القدم.نت (الإنجليزية)
- أنته ريبيتش على موقع AS.com (الإسبانية)
- سيرة ذاتية